# Thomson-CSF
Pour les articles homonymes, voir Thomson.
Ne doit pas être confondu avec Thomson (entreprise) ou Thomson (marque).
Thomson-CSF est une société française dans le secteur de l'électronique professionnelle, devenue Thales en 2000. Thomson-CSF est le résultat de la fusion réalisée en 1968, du groupe électronique Thomson (filiale de Thomson-Brandt) et de la Compagnie générale de télégraphie sans fil (CSF) majoritaire en effectifs dans Thomson-CSF. Ces deux groupes industriels ont été créés au début du XXe siècle. Cette fusion comprend notamment la création d'une branche grand public intitulée Thomson-Brandt.
Au cours de la seconde partie du vingtième siècle et jusqu'en décembre 2000, de multiples démantèlements, recentrages, diversifications, réorganisations, nationalisation, reventes et privatisations ont modelé un groupe autour de trois activités : défense, aéronautique et sécurité.

## Historique du groupe

### Avant 1966:CFTH,CSFet Hotchkiss-Brandt
La Compagnie française pour l'exploitation des procédés Thomson-Houston (CFTH) est une entreprise créée à Paris le 27 février 1893, pour exploiter en France les brevets de la société américaine Thomson-Houston Electric, dans les domaines de la production et du transport de l'électricité ainsi que de la construction de réseaux de tramways électriques. Elle élargit par la suite ses activités au secteur prometteur du tramway et plus largement de la traction électrique, puis continue à se diversifier dans des domaines, alors annexes, des transports : signalisation ferroviaire, téléphonie, éclairage, etc.
En 1870, Benjamin Berkeley Hotchkiss crée une filiale française de son entreprise d'armement, Hotchkiss, près de Rodez.
En 1902, Edgar Brandt crée à Paris, les établissements Brandt où, à côté de la ferronnerie, il commence à produire divers armements légers. Il fonde en 1924 la marque d'appareils électroménagers Brandt. En 1926, la production d'armements plus lourds le conduisent à s'installer à Châtillon.
En 1936, les sociétés CFTH, Hotchkiss et Brandt sont nationalisées.
En 1956, Brandt et Hotchkiss fusionnent pour donner Hotchkiss-Brandt.
Fondée en 1910 par Émile Girardeau, la Société française radio-électrique (SFR) est pionnière des transmissions hertziennes. En 1919, la réorganisation de l'industrie des communications donne naissance à la Compagnie générale de télégraphie sans fil (CSF) — dont la principale composante est la SFR — qui joue un rôle actif dans le domaine de la radiodiffusion, des radiocommunications sur ondes courtes, de l’électro-acoustique, de la télévision et du radar.

### 1966-1982: création et mutation de Thomson-CSF
En 1966, la fusion de la CFTH et de la société Hotchkiss-Brandt donne la Compagnie française Thomson-Houston-Hotchkiss-Brandt dénommée plus tard Thomson-Brandt.
En 1968, la fusion de l'activité électronique de Thomson-Brandt avec la CSF donne naissance à Thomson-CSF. Thomson-Brandt se concentre sur l'électroménager (marques Brandt et Thomson). En octobre de la même année, l'accord de 1919 avec General Electric est résilié.
En 1969, il y a un échange d'activités entre Thomson-CSF, qui se concentre sur l'électronique courants faibles, l'électroménager et l'informatique, et la Compagnie générale d'électricité (CGE) qui se focalise sur les installations de grande puissance, le nucléaire et la téléphonie. Les semi-conducteurs sont fusionnés dans la Sescosem, l'émergence du mini-ordinateur dopant les projets d'informatique distribuée, gourmande en composants électroniques, au sein de la Compagnie internationale pour l'informatique (CII) et chez DEC, suivis ensuite par IBM.
Après les deux chocs pétroliers de 1973 et 1979, Thomson-CSF conclut ses premiers grands contrats à l'exportation avec des pays du Moyen-Orient, notamment pour la vente de ses systèmes de défense anti-aériens Shahine puis Crotale et de ses radars Rasit. Cette décennie est également marquée par la diversification des activités, avec le développement accéléré de la commutation téléphonique puis avec l'acquisition des filiales françaises de l'américain International Telephone and Telegraph (ITT) et du suédois Ericsson.
En 1976, Thomson-CSF acquiert la société Le Matériel téléphonique (LMT), filiale d'ITT spécialisée dans la commutation téléphonique et dont l'effectif est de 10 000 personnes.
En 1981, annulation d'un contrat de construction d'un atelier de fabrication de composants électroniques en Union des républiques socialistes soviétiques (URSS) en violation des règles du Coordinating Committee for Multilateral Export Controls

### 1982-1992: nationalisation – Thomson-CSF en grandes difficultés
En 1982, Thomson-Brandt et Thomson-CSF sont nationalisées par le gouvernement Pierre Mauroy. Elles sont regroupées au sein de Thomson SA (société anonyme) mais restent deux branches séparées qui gardent leur nom. La situation est alors fortement dégradée : le portefeuille d'activités, très diversifié, inclut de nombreux domaines où la taille et les parts de marché sont insuffisantes et la rentabilité en berne. Malgré les ressources procurées par les grands contrats avec des pays du Golfe Persique, l'endettement s'est fortement accru.
De 1983 à 1990, une série de réorganisations importantes de Thomson-CSF est entreprise en recentrant les activités sur l'électronique professionnelle et militaire :
- les activités téléphone sont transférées à Alcatel en contrepartie des activités composants et électroniques ;
- les activités lampes (Mazda) sont cédées à Philips en 1983, ainsi que d'autres secteurs (câbles à la CGE, froid à la société Bonnet) ;
- en 1987, un échange de participations transfère la Compagnie générale de radiologie à General Electric en échange du label de musique RCA, qui est fusionné avec les activités d'électronique grand public dans Thomson Consumer Electronics tandis que l'électroménager est regroupé dans Thomson Électroménager ;
- l'entité Thomson composants, qui regroupe les activités semi-conducteurs de la CGE, du CEA et de Saint-Gobain est fusionnée avec l'entreprise italienne SGS Microelettronica (Società Generale Semiconduttori). La nouvelle entité, SGS-Thomson, devient STMicroelectronics après le retrait de Thomson en 1998 ;
- en 1989, Sextant Avionique (Thomson-CSF : 66 %, Aérospatiale : 34 %) regroupe EAS (filiale d'Aérospatiale), Crouzet, la Société française d'équipements pour la navigation aérienne (SFENA) et les activités aviation civile de Thomson-CSF ;
- en 1989 également la société est utilisée par DCI pour exporter des frégates La Fayette dans l'affaire des frégates de Taïwan à coup de rétro-commissions ;
- en 1990, rachat des activités militaires de Philips (TRT en France, Signaal aux Pays-Bas) ;
- en 1992, le secteur électroménager est cédé à l'italien ELFI (connu par sa marque Zanussi).

Parallèlement, en 1983 est créée la SIMIV (Société internationale de micro-informatique et de vidéo), autrement appelée Thomson micro-informatique, qui a fabriqué des micro-ordinateurs familiaux. Bénéficiant du plan informatique pour tous, ces ordinateurs ont été largement implantés dans les écoles françaises. L'entreprise a déposé le bilan en 1989.

### Privatisation et changement de nom
En 1995 : Thomson Consumer Electronics est rebaptisé Thomson Multimédia qui deviendra Thomson SA puis Technicolor.
En juin 1998, Thomson-CSF est privatisée. Denis Ranque en est le premier président-directeur général.
Le 5 décembre 2000 : Thomson CSF devient Thales.

## Quelques inventions ou importantes contributions scientifiques et techniques
- Première émission publique de radiodiffusion (Émile Girardeau, CSF, 1922).
- Mise au point du magnétron et du radar (Maurice Ponte, CSF, 1934-1939).
- Munitions à charge creuse (Edgar Brandt, 1939-1946).
- La technique Vapotron (Charles Beurtheret, CFTH, 1950) augmente de manière spectaculaire la puissance des tubes d'émission.
- Invention du carcinotron (Epsztein, CSF, 1951).
- Première transmission de télévision en Eurovision : le couronnement d'Élisabeth II (CSF, 1953).
- Brevets sur le vidéodisque.
- Invention du poste de pilotage tout à l'avant pour Airbus A310/A320[5].

## Présidents du conseil d'administration
De 1969 au 6 décembre 2000, le conseil d'administration de Thomson-CSF a connu six présidents.
| # | Nom                     | Période                           |
| - | ----------------------- | --------------------------------- |
| 1 | Paul Richard            | 1969 – 7 juin 1976                |
| 2 | Michel Walhain          | 7 juin 1976 – 25 juin 1981        |
| 3 | Jean-Pierre Bouyssonnie | 25 juin 1981 - 17 février 1982    |
| 4 | Alain Gomez             | 17 février 1982 - 21 février 1996 |
| 5 | Marcel Roulet           | 21 février 1996 - 20 janvier 1998 |
| 6 | Denis Ranque            | 20 janvier 1998 - 6 décembre 2000 |